# Bachórzec
Bachórzec is een plaats in het Poolse district  Przemyski, woiwodschap Subkarpaten. De plaats maakt deel uit van de gemeente Dubiecko en telt 950 inwoners.

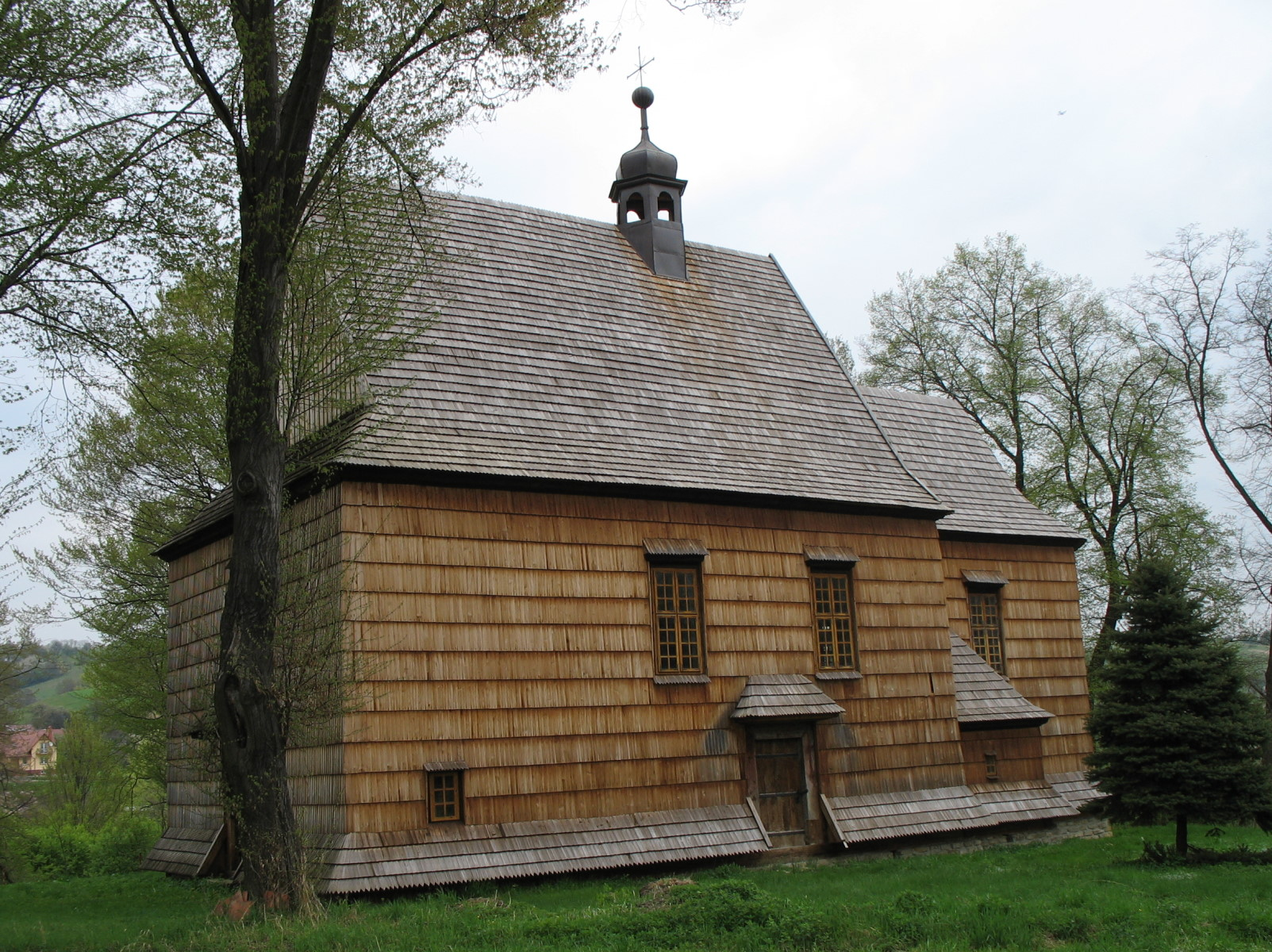
Kerk